# Weierstrass-elmélet
A Weierstrass-elmélet a matematikában egy hatványsorok egy bizonyos alakú szorzattá bontásáról szóló tételcsalád. Az említett szorzat egyik tényezője ekkor egy úgynevezett kitüntetett vagy Weierstrass-polinom, (egy) másik tényezője pedig egy megfelelő értelemben vett egység. Weierstrass-elméletről beszélhetünk a többváltozós komplex analízisben, valamely teljes lokális gyűrű feletti formális hatványsorok esetében, illetve Tate-algebrákban.

## Többváltozós komplex analízis
Az egyváltozós komplex analízisben megmutatható, hogy ha egy {\displaystyle f(z)} függvény holomorf a 0 egy nyílt környezetében, akkor felírható z egy hatványának és egy 0-ban nem eltűnő holomorf függvénynek a szorzataként. Ekkor a z kitevője a 0 zérushely multiplicitása.
Ezt általánosítja a Weierstrass-előkészítésitétel:
Legyen {\displaystyle f(z_{1},\ldots ,z_{n})} egy n-változós holomorf függvény a {\displaystyle (0,\ldots ,0)} egy nyílt környezetében úgy, hogy {\displaystyle f(0,\ldots ,0)=0} valamely s multiplicitással, és az {\displaystyle f(0,\ldots ,0,z_{n})} egyváltozós függvény nem azonosan nulla. Ekkor {\displaystyle (0,\ldots ,0)} valamely környezetében f felírható
{\displaystyle f(z_{1},\ldots ,z_{n})=g(z)\left(z_{n}^{s}+\sum _{i=1}^{s}f_{i}(z_{1},\ldots ,z_{n-1})z_{n}^{s-i}\right)}
szorzatalakban, ahol minden i-re {\displaystyle f_{i}} {\displaystyle n-1} változós holomorf függvény, {\displaystyle f_{i}(0,\ldots ,0)=0}, g pedig holomorf és nem tűnik el a {\displaystyle (0,\ldots ,0)} egy környezetében.
Ehelyett az analitikus megfogalmazás helyett a tétel kimondható algebrai formában is:
Legyen {\displaystyle f\in \mathbb {C} [[z_{1},\ldots ,z_{n}]]}, és legyen s az f legkisebb fokú nemnulla együtthatós monomja. Ekkor f felírható
{\displaystyle f(z_{1},\ldots ,z_{n})=g(z)\left(z_{n}^{s}+\sum _{i=1}^{s}f_{i}(z_{1},\ldots ,z_{n-1})z_{n}^{s-i}\right)}
szorzatalakban, ahol {\displaystyle f_{1},\ldots ,f_{s}\in \mathbb {C} [[z_{1},\ldots ,z_{n-1}]]} zeró konstans taggal, és {\displaystyle g\in \mathbb {C} [[z_{1},\ldots ,z_{n}]]} nemzéró konstans taggal. Továbbá ez a szorzatalak egyértelmű.
A két megfogalmazás ekvivalenciáját a holomorficitás és analiticitás közti kapcsolat adja. A második megfogalmazás arra is rámutat, hogy a tétel lényegében algebrai állítás.
Ebben az algebrai kontextusban mondjuk ki a Weierstrass-maradékososztási tételt:
Legyen {\displaystyle f,g\in \mathbb {C} [[z_{1},\ldots ,z_{n}]]}, legyen {\displaystyle g(0,\ldots ,0)=0} valamely s multiplicitással, és tegyük fel, hogy {\displaystyle g(0,\ldots ,0,z_{n})} nem azonosan nulla. (Azaz g teljesíti az előkészítési tétel feltételeit.) Ekkor léteznek egyértelmű {\displaystyle q\in \mathbb {C} [[z_{1},\ldots ,z_{n}]]} és {\displaystyle r\in \mathbb {C} [[z_{1},\ldots ,z_{n-1}]][z_{n}]} legfeljebb {\displaystyle s-1} fokú polinom úgy, hogy r együtthatói eltűnnek {\displaystyle (0,\ldots ,0)}-ban, és
{\displaystyle f=gq+r}.

## Tate-algebrák
Legyen K egy test egy nemtriviális nemarkhimédeszi abszolút értékkel, amire nézve K teljes. A komplex analízissel való analógiában ez a K test játssza a komplex számok szerepét: a különbség abban áll, hogy K nemarkhimédeszi, míg {\displaystyle \mathbb {C} } arkhimédeszi teljes test. A Tate-algebrák elmélete a rigid geometriához tartozik: ezen terület célja a komplex geometriával analóg elmélet felépítése nemarkhimédeszi testek felett.
A {\displaystyle K\langle \zeta _{1},\ldots ,\zeta _{n}\rangle } Tate-algebra azon K feletti n-változós formális hatványsorokból áll, amiknek együtthatói nullához tartanak:
{\displaystyle K\langle \zeta _{1},\ldots ,\zeta _{n}\rangle =\left\{\sum _{\nu \in \mathbb {N} ^{n}}c_{\nu }\zeta ^{\nu }\in K[[\zeta _{1},\ldots ,\zeta _{n}]]:c_{\nu }\in K,\lim _{|\nu |\to \infty }|c_{\nu }|=0\right\}}
Itt {\displaystyle \zeta ^{\nu }=(\zeta _{1}^{\nu _{1}},\ldots ,\zeta _{n}^{\nu _{n}})}, ha {\displaystyle \nu =(\nu _{1},\ldots ,\nu _{n})}, és {\displaystyle |\nu |=\nu _{1}+\ldots +\nu _{n}}. A Tate-algebra elemeit megszorított vagy szigorúan konvergens hatványsoroknak is nevezik.
A szigorúan konvergens hatványsorok megfelelői a komplex analízisben az analitikus függvények, azaz azok a függvények, amik megadhatók konvergens hatványsorral.
A Tate-algebra Banach-algebra a következő módon definiált Gauss-normára nézve:
{\displaystyle \left|\sum _{\nu \in \mathbb {N} ^{n}}c_{\nu }\zeta ^{\nu }\right|=\max _{\nu }|c_{\nu }|}
Legyen f a {\displaystyle K\langle \zeta _{1},\ldots ,\zeta _{n}\rangle } Tate-algebra egy eleme. Ekkor f felírható olyan hatványsorként {\displaystyle \zeta _{n}} változóval, aminek együtthatói {\displaystyle n-1} változós megszorított hatványsorok, azaz
{\displaystyle f=\sum _{\nu =0}^{\infty }f_{\nu }\zeta _{n}^{\nu }},
ahol {\displaystyle f_{\nu }\in K\langle \zeta _{1},\ldots ,\zeta _{n-1}\rangle }. Az f megszorított hatványsort s rendű {\displaystyle \zeta _{n}}-kitüntetettnek nevezzük, ha van olyan {\displaystyle s\geq 0}, hogy {\displaystyle f_{s}\in K\langle \zeta _{1},\ldots ,\zeta _{n-1}\rangle ^{\times }} egy egység, {\displaystyle |f_{s}|=|f|}, és minden {\displaystyle \nu >s}-re {\displaystyle |f_{s}|>|f_{\nu }|}.
A Tate-algebrák Weierstrass-maradékososztási tétele a következő:
Legyen {\displaystyle g\in K\langle \zeta _{1},\ldots ,\zeta _{n}\rangle } s rendű {\displaystyle \zeta _{n}}-kitüntetett megszorított hatványsor. Ekkor minden {\displaystyle f\in K\langle \zeta _{1},\ldots ,\zeta _{n}\rangle } megszorított hatványsorra létezik egy egyértelmű {\displaystyle q\in K\langle \zeta _{1},\ldots ,\zeta _{n}\rangle } megszorított hatványsor és egy egyértelmű {\displaystyle r\in K\langle \zeta _{1},\ldots ,\zeta _{n-1}\rangle [\zeta _{n}]} megszorított hatványsor együtthatós legfeljebb {\displaystyle s-1}-edfokú polinom, hogy
{\displaystyle f=gq+r}.
Ekkor {\displaystyle |f|=\max(|q|\cdot |g|,|r|)}.
A megfelelő Weierstrass-előkészítésitétel pedig a következő:
Legyen {\displaystyle g\in K\langle \zeta _{1},\ldots ,\zeta _{n}\rangle } s rendű {\displaystyle \zeta _{n}}-kitüntetett megszorított hatványsor. Ekkor létezik egy egyértelmű egy főegyütthatójú {\displaystyle \omega \in K\langle \zeta _{1},\ldots ,\zeta _{n-1}\rangle [\zeta _{n}]} s-edfokú polinom és egy {\displaystyle e\in K\langle \zeta _{1},\ldots ,\zeta _{n}\rangle ^{\times }} egység, hogy
{\displaystyle f=e\omega }.
Ekkor {\displaystyle |\omega |=1}, így {\displaystyle \omega } s rendű {\displaystyle \zeta _{n}}-kitüntetett.

## Teljes lokális gyűrű feletti formális hatványsorok

### Kommutatív gyűrűk
Legyen {\displaystyle {\mathcal {O}}} egy teljes kommutatív lokális Noether-gyűrű {\displaystyle {\mathfrak {m}}} maximális ideállal és és pozitív p karakterisztikájú {\displaystyle {\mathcal {O}}/{\mathfrak {m}}} maradéktesttel. Ilyen {\displaystyle {\mathcal {O}}} például a p-adikus egészek {\displaystyle \mathbb {Z} _{p}} gyűrűje, vagy általánosabban az egészek gyűrűje a p-adikus számok {\displaystyle \mathbb {Q} _{p}} testének valamely véges bővítésében.
Legyen továbbá {\displaystyle \Lambda ={\mathcal {O}}[[T]]} az {\displaystyle {\mathcal {O}}} feletti egyváltozós hatványsorok gyűrűje.
A Weierstrass-maradékososztási tétel ebben az esetben a következő:
Legyenek {\displaystyle f,g\in \Lambda } hatványsorok úgy, hogy {\displaystyle g\notin {\mathfrak {m}}\Lambda }, és legyen n a legnagyobb olyan egész szám, amire {\displaystyle g\in {\mathfrak {m}}\Lambda +T^{n}\Lambda }. Ekkor egyértelmű létezik olyan {\displaystyle q\in \Lambda } hatványsor és {\displaystyle r\in {\mathcal {O}}[T]} legfeljebb {\displaystyle n-1} fokú polinom, hogy
{\displaystyle f=gq+r}.
A {\displaystyle \Lambda } gyűrűben egy polinomot kitüntetettnek nevezünk, ha 1 főegyütthatójú és minden további együtthatója {\displaystyle {\mathfrak {m}}}-ben van.
A Weierstrass-előkészítésitétel a következő:
Legyen {\displaystyle f\in \Lambda -{\mathfrak {m}}\Lambda }. Ekkor egyértelműen létezik egy g kitüntetett polinom és egy {\displaystyle u\in \Lambda ^{\times }} egység úgy, hogy
{\displaystyle f=gu}.
Speciálisan ha {\displaystyle {\mathfrak {m}}=\pi \Lambda } egy főideál, akkor bármely {\displaystyle f\in \Lambda } egyértelműen felírható
{\displaystyle f=\pi ^{\mu }gu}
szorzatként, ahol g és u a fenti feltételeket teljesítik.
A Weierstrass-maradékososztás gyengébb az euklideszi algoritmusnál, mert g nem választható a gyűrű tetszőleges nemnulla elemének. Ugyanakkor analógiában azzal, hogy bármely euklideszi gyűrű alaptételes, igaz a következő:
Ha {\displaystyle {\mathcal {O}}} főideálgyűrű, akkor {\displaystyle \Lambda } alaptételes.
Az {\displaystyle {\mathcal {O}}[[T]]} alakú gyűrűk fontos szerepet játszanak az Iwasawa-elméletben, ahol ezeket (más hasonló gyűrűkkel együtt) Iwasawa-algebráknak nevezik. Az Iwasawa-elmélet alapvető fontosságú tétele az Iwasawa-algebrák feletti végesen generált modulusok struktúratétele. Ez a főiedálgyűrű feletti végesen generált modulusok struktúratételéhez hasonló állítás, és a bizonyítása is jelentős részben hasonlít a főidelgyűrűk feletti állításéra. A bizonyításban szerepet játszik a Weierstrass-maradékososztás is.

### Nemkommutatív gyűrűk
Kommutatív gyűrű feletti formális hatványsorok helyett vizsgálható egy nemkommutatív gyűrű feletti ferde hatványsorok gyűrűje is. Ennek definíciója a következő. Legyen R egy nem feltétlenül kommutatív gyűrű, {\displaystyle \sigma :R\to R} egy endomorfizmus, {\displaystyle \delta :R\to R} pedig egy {\displaystyle \sigma }-deriválás, azaz egy olyan csoporthomomorfizmus, amire
{\displaystyle \delta (rs)=\delta (r)s+\sigma (r)\delta (s)} minden {\displaystyle r,s\in R}-re.
Az R feletti ferde formális hatványsorok {\displaystyle R[[X;\sigma ,\delta ]]} gyűrűje mint halmaz a formális hatványsorok {\displaystyle R[[X]]} gyűrűjéből áll, az összeadás tagonként történik, a szorzás pedig az
{\displaystyle Xr=\sigma (r)X+\delta (r)}
szabály szerint. Könnyen látható, hogy ha {\displaystyle \sigma } az identitás, {\displaystyle \delta } pedig azonosan nulla, akkor {\displaystyle R[[X;\sigma ,\delta ]]=R[[X]]}.
Ha R egy nem feltétlenül kommutatív lokális gyűrű, ami Hausdorff és teljes a maximális ideál által meghatározott topológiára nézve, akkor az R feletti ferde formális hatványsorok gyűrűjére általánosíthatók a kommutatív eset Weierstrass-maradékososztási és -előkészítési tételek.